# Kozocsa Sándor
Kozocsa Sándor (Dicsőszentmárton, 1904. szeptember 25. – Budapest, 1991. június 6.) bibliográfus, a Magyar Nemzeti Múzeum könyvtárnoka.

## Családja
Az erdélyi örmény Kozocsa (Kuzásáh) család leszármazottja.

## Élete
A könyvtártudományi és könyvészeti szakban méltó utóda volt a legérdemesebb magyar bibliográfusoknak. Tanulmányai közül különösen azok keltettek figyelmet, amelyekben a kritikaelméletével és modern magyar írók bírálatával foglalkozott. Kiadta Vörösmarty Mihálynak több ismeretlen kéziratos szövegét, Kölcsey Antónia naplóját, Riedl Frigyes Kölcsey-kéziratát.

## Művei
- Az 1932-ik év irodalomtörténeti munkássága. Budapest, 1933. (Ettől kezdve, az Irodalomtörténeti Közlemények különnyomataként, évről évre a szépirodalmi és irodalomtörténeti vonatkozású könyvek és cikkek teljes összeállítása, 1944-ig, mely kötet 1946-ban jelent meg.)
- Erdély irodalomtörténete. Budapest, 1936
- Históriás ének Bocskay Istvánról. Kolozsvár, 1936 (Erdélyi Tudományos Füzetek 81.)
- A Zalán Futásának első kidolgozása. Budapest, 1937–?
- Bevezetés a bibliográfiába. Budapest, 1939
- Kis magyar irodalomtörténet; Pintér Jenőné, Bp., 1944
- Az orosz irodalom magyar bibliográfiája; összeáll., bev. Kozocsa Sándor; OSZK, Bp., 1947 (Az Országos Széchényi Könyvtár kiadványai)
- Az orosz irodalom magyar bibliográfiája 1947 szept.–1948 szept.; összeáll. Kozocsa Sándor, orosz nyelvű címeket megállapította Radó György; OSZK, Bp., 1949 (Az Országos Széchényi Könyvtár kiadványai)
- Móricz Zsigmond irodalmi munkássága. Bibliográfia; Művelt Nép, Bp., 1952
- A bolgár irodalom magyar bibliográfiája 1945–1954. Kísérlet; szerk. Kozocsa Sándor, Papp Sámuel; OSZK, Bp., 1955
- Mickiewicz Magyarországon; összeáll. Kozocsa Sándor; Országos Széchényi Könyvtár, Bp., 1955 (Új bibliográfiai füzetek)
- Baudelaire Magyarországon; bev. Gáldi László; ELTE, Bp., 1969 (Bibliográfiák. Eötvös Loránd Tudományegyetem Bölcsészettudományi Kar Francia Nyelv és Irodalom Tanszék)
- A francia nyelvű irodalom magyar filológiai repertóriuma 1919–1968; ELTE, Bp., 1969 (Bibliográfiák. Eötvös Loránd Tudományegyetem Bölcsészettudományi Kar Francia Nyelv és Irodalom Tanszék)
- A Magyar műhely indexei. Magyar műhely, Párizs, 1962–1972, 1-39.; összeáll. Kozocsa Sándor; Magyar Műhely, Montrouge, 1972
- A szovjet népek irodalmának magyar bibliográfiája, 1955–1970, 1-2.; összeáll. Kozocsa Sándor, Radó György; Gondolat, Bp., 1982
- Kozocsa Sándor élete és irodalma; Magyar Műhely, Párizs 1977
- Madách: Az ember tragédiája. Műbibliográfia; összeáll. Kozocsa Sándor; Madách Irodalmi Társaság, Bp., 2012 (Madách könyvtár)